# NGC 3780
NGC 3780 est une galaxie spirale (intermédiaire ?) située dans la constellation de la Grande Ourse. NGC 3780 a été découverte par l'astronome germano-britannique William Herschel en 1789.

## Caractéristiques
La classe de luminosité de NGC 3780 est III et elle présente une large raie HI. Selon la base de données Simbad, NGC 3780 est une galaxie LINER, c'est-à-dire une galaxie dont le noyau présente un spectre d'émission caractérisé par de larges raies d'atomes faiblement ionisés.

### Distance
Sa vitesse par rapport au fond diffus cosmologique est de 2 557 ± 12 km/s, ce qui correspond à une distance de Hubble de 37,7 ± 2,7 Mpc (∼123 millions d'al).
À ce jour, une dizaine de mesures non basées sur le décalage vers le rouge (redshift) donnent une distance égale à 33,620 ± 8,818 Mpc (∼110 millions d'al), ce qui est à l'intérieur des valeurs de la distance de Hubble. Notons que c'est avec la valeur moyenne des mesures indépendantes, lorsqu'elles existent, que la base de données NASA/IPAC calcule le diamètre d'une galaxie et qu'en conséquence le diamètre de NGC 3780 pourrait être d'environ 34,0 kpc (∼111 000 al) si on utilisait la distance de Hubble pour le calculer.

## Trou noir supermassif
Selon un article basé sur les mesures de luminosité de la bande K de l'infrarouge proche du bulbe de NGC 3780, on obtient une valeur de 106,6 {\displaystyle M_{\odot }} (4,0 millions de masses solaires) pour le trou noir supermassif qui s'y trouve.

## Supernova
Deux supernovas ont été découvertes dans la galaxie NGC 3780 : SN 1978H et SN 1992bt

### SN 1978H
P. Wild de l'université de Berne a rapporté la découverte de la supernova 1978H dans cette galaxie le 7 novembre 1978. Le type de cette supernova ne semble pas avoir été déterminé.

### SN 1992bt
La supernova 1992bt a été découverte par R.R. Treffers, B. Leibundgut et A.V. Filippenko W.D Li de l'université de Californie à Berkeley le 19 décembre 1992.
Cette supernova était de type II.

## Groupe de NGC 3780
NGC 3780 n'est ni la plus grosse ni la plus brillante d'un petit groupe de galaxies, mais celui-ci porte quand même son nom dans un article publié par A.M. Garcia en 1993. Le groupe de NGC 3780 compte au moins quatre galaxies, soit NGC 3780, NGC 3888, UGC 6596 et UGC 6774.
Selon Vaucouleurs et Corwin, NGC 3780 et NGC 3804 (NGC 3794) forment une paire de galaxies. Il s'agit d'une erreur,car la vitesse radiale de NGC 3794 est de 1 385 km/s comparée à celle de NGC 3780 qui est de 2 399 km/s. NGC 3794 est à 63 millions d'années-lumière de nous alors que NGC 3780 est à 109 millions d'années-lumière. Ces deux galaxies ne forment donc pas une paire de galaxie.